# Lucio Ceccarini
Pour les articles homonymes, voir Ceccarini.
Lucio Ceccarini (né le 13 décembre 1930 à Rome et mort le 14 juillet 2009  dans la même ville) est un joueur italien de water-polo.

## Biographie
Lucio Ceccarini participe aux Jeux olympiques d'été de 1952 et remporte la médaille de bronze de la compétition.

## Palmarès

### Jeux olympiques
- Jeux olympiques d'été de 1952 à Helsinki,  Finlande
  -  Médaille de bronze.